# Eupithecia liguriata
Eupithecia liguriata, conocida en Europa como Eupithecia del sedum, es una especie de polilla de la familia Geometridae. La especie fue descrita por primera vez por Pierre Millière habiendo sido descrita en 1884, con distribución en Europa y África. El sintipo de la especie fue descrita en los alrededores de Celles-les-Bains, Ardeché. Se trata de una especie presente en territorio español.

## Taxonomía
Cuenta con dos subespecies: Eupithecia liguriata liguriata y Eupithecia liguriata ketama Herbulot, 1981. Es una de dos especies europeas que pertenecen al grupo de especies Eupithecia tantillaria. Tiene gran parecido a otra especie de Europa, la Eupithecia pantellata.

## Distribución y hábitat
La especie ha sido descrita en la península ibérica, principalmente en las costas mediterráneas y atlántica hasta Portugal. Igualmente en el sur de Francia, región mediterránea, desde los Pirineos hasta los Alpes y el noroeste de Italia. El Mediterráneo occidental, Croacia, Macedonia del Norte, Córcega y Cerdeña, así como en África del Norte. Habita zonas de media y baja montaña con escasa vegetación, frecuenta lugares pedregosos y áridos. Se ha descrito en alturas de cero a 1600 metros (5249,3 pies) sobre el nivel del mar.

## Descripción
Es una polilla pequeña con una envergadura de unos 16 a 18 milímetros (0,6 a 0,7 plg). Es de coloración gris pálido con líneas transversales borrosas. Las alas no son tan agudas en el ápice como otras especies de la región y cuenta con líneas transversales menos numerosas y más curvadas. El fondo de las cuatro alas es de color blanco arcilloso y las líneas ordinarias están imperfectamente indicadas, sin embargo la banda subterminal es bastante visible y de una coloración rojiza, recordando a la Eupithecia submutata. El punto celular es grande, elíptico y negro. La cabeza, el vértice y la primera articulación de las antenas son de color blanco. En la parte inferior del ala, las líneas y el punto de celda han desaparecido casi por completo.

## Ciclo de vida
Se ha observado en vuelo de abril a junio. Las larvas se alimentan de Sedum dasyphyllum. Se caracteriza por su vuelo crepuscular.